# La nascita del Purgatorio
La nascita del Purgatorio è un saggio pubblicato da Jacques Le Goff nel 1981. È una delle opere più famose del suo autore.
Il saggio descrive lo sviluppo storico del concetto di Purgatorio a partire dal giudeo-cristianesimo antico, fino alla sua definizione nella metà del XII secolo e al rapido successo nel corso del secolo successivo. L'ultimo dei dieci capitoli è dedicato al Purgatorio di Dante, che Le Goff definisce "una conclusione sublime alla lenta genesi del Purgatorio".

## Contenuto dell'opera
All'interno dell'opera Le Goff espone la propria tesi sulla formazione del concetto di Purgatorio: solo alla fine del XII secolo, nel 1170, con la prima attestazione del termine purgatorium come sostantivo si può parlare della definitiva nascita del concetto di Purgatorio come luogo. La genesi del concetto avviene sotto l'impulso della riflessione teologica-spirituale dei maestri parigini e dell'ordine cistercense alla fine del XII secolo ; ed è proprio in questo ambiente che figura per la prima volta la parola “purgatorio” usata come sostantivo, in un sermone attribuito a Pietro Comestore o Manducatore, insegnante alla scuola di Nôtre-Dame intorno al 1170.
In precedenza, la concezione cristiana prevedeva nell'aldilà l'esistenza solo di due luoghi, inferno e paradiso. Il luogo intermedio del Purgatorio inizia, secondo Le Goff, a delinearsi come prodotto dei mutamenti nella cultura e nella società dell'uomo medievale: il venir meno della netta suddivisione tra ricchi e poveri e la nascita di una classe nuova, cittadina, quella dei mediocres, rappresenta un cambiamento radicale e fondamentale anche per la genesi di questo terzo luogo, riflettendosi sull'organizzazione dell'aldilà, che da binaria (eletti e dannati) diventa ternaria.
Nel ripercorrere la nascita del Purgatorio Le Goff individua come padri due figure, Gregorio Magno e Agostino. Sant'Agostino ha maggior rilievo perché a lui si deve la definizione del concetto di "fuoco purgatorio" e del "tempo purgatorio", mentre rimane ancora indefinita la questione del luogo in cui si svolgono le pene "purgatorie" e del contenuto concreto di tale luogo.

All'interno delle Sacre Scritture cristiane mancano comunque basi solide per individuare la presenza di un terzo luogo dell'aldilà. Le Goff cita alcuni passi che hanno avuto un ruolo significativo nella riflessione sul Purgatorio, tra cui il più importante in I Corinzi 3,15:
Il passo, secondo l'autore, è stato determinante nella diffusione della credenza del "fuoco purgatorio" e nella riflessione sul suo significato nel corso del XII secolo. In particolare nella trattazione Le Goff si concentra sul pensiero di quattro grandi teologi che riflettono sulle pene dell'aldilà: Ugo di San Vittore, San Bernardo, Graziano da Bologna e il vescovo Pier Lombardo.. Gli ultimi capitoli del libro, che passano in rassegna i grandi pensatori e i volgarizzatori dell'aldilà, sono dedicati al trionfo del Purgatorio e alla sua completa realizzazione dottrinale e teologica.

## Ricezione e critica
La nascita del Purgatorio è divenuta un'opera fondamentale per gli studi medievali ma ha ricevuto anche numerose critiche. Una delle principali è stata quella di aver mal interpretato il passo di Agostino, uno dei pilastri della sua tesi, attribuendogli il riconoscimento di quattro categorie di peccatori, anziché di tre categorie, una delle quali con una sotto categoria. Secondo i critici Le Goff avrebbe talvolta frainteso il valore di alcuni documenti, in particolare quello che definisce lui stesso "la prima definizione pontificale del Purgatorio", ovvero la lettera di Innocenzo IV scritta nel 1254, che non avrebbe avuto  in seguito alcun risalto nella questione dottrinale.
L'assunto centrale dell'opera viene attaccato sulla base di alcune importanti testimonianze, tra cui quella contenuta nell'allegato Cum sacrosanta del Concilio di Lione II del 1274 nel quale si parla solo di "pene purgatorie", ma non di "fuoco" e tanto meno di un "luogo purgatorio": in questo caso è passato un secolo dopo la prima attestazione del termine purgatorium come sostantivo, eppure ancora non si individua un luogo purgatorio nei documenti ufficiali.  Perfino il fatto che il sostantivo purgatorium sia stato usato per la prima volta nel 1170 viene criticato: Léopold Génicot ha dimostrato come anche fonti anteriori al 1170 contenessero tale termine, in particolare nella Chronica di Sigeberto di Gembloux, composta tra il 1083 e il 1104. Inoltre il sostantivo risulta presente, secondo Adriaan Bredero, anche in un sermone del 1143 di Bernardo di Chiaravalle che tratta della purgazione dei peccati nell'aldilà (mentre secondo Le Goff il testo è rimaneggiato).
Si rimprovera poi a Le Goff  di aver trascurato la narrativa omettendo testi ugualmente importanti per la genesi del Purgatorio come le prediche di Giordano da Pisa all'inizio del Trecento. Si rimprovera inoltre, nel citare i numerosi esempi della letteratura delle visioni tra il 1180 e il 1215, di aver tralasciato quella antecedente al XII secolo.
Nonostante le critiche a molti aspetti dell'opera, il saggio di Le Goff rimane comunque importante per comprendere le complesse dinamiche che hanno condotto alla nascita del concetto di Purgatorio. .